# Gabriel Díaz Rico
Gabriel Díaz Rico (San José del Guaviare, 28 de enero de 1996) es un exfutbolista colombiano. Jugó como defensa central o lateral derecho.

## Trayectoria

### Millonarios FC
Llegó a Millonarios en el año 2008 cuando tenía 12 años de edad. Realizó todo el proceso de divisiones inferiores en el club albiazul, desde las categorías infantiles. Estuvo en las selecciones de Bogotá en las categorías infantiles, prejuveniles y juveniles.
Debutó como profesional el sábado 27 de septiembre de 2014 en el partido que Millonarios derrotó 4-0 a Fortaleza en el Estadio El Campín  de Bogotá en cumplimiento de la decimosegunda fecha de la Torneo Finalización 2014. El técnico argentino Ricardo Lunari le dio la oportunidad de debutar y jugó todo el partido como titular.
Díaz anotó su primer gol en su segundo partido como profesional en la victoria de Millonarios sobre Patriotas 3-0 el sábado 4 de octubre en cumplimiento de la decimotercera fecha del Torneo Finalización 2014.

Con la llegada de Ricardo Lunari el central de San José lograría tomar un puesto en la titular del club embajador y tomaría un buen nivel, llegando a ser comparado con otro defensa azul: Pedro Franco.
Finaliza su contrato con Millonarios en el primer semestre de 2017.

### Deportivo Independiente Medellín
El 11 de agosto de 2017 fue confirmado por el club rojo paisa como nuevo refuerzo para disputar la Liga Águila y la Copa Águila, tuvo un paso fugaz por el rojo de la montaña, teniendo poca presencia en aquella temporada, en donde jugaría en un solo partido.

### Club Guaraní
Ingresá de manera oficial a la plantilla del club desde el 22 de enero de 2019 para reforzar las líneas defensivas del equipo, su codición física y técnica será de gran aporte al club.

## Clubes
| Club                              | País     | Temporadas  |
| --------------------------------- | -------- | ----------- |
| Divisiones menores de Millonarios | Colombia | 2008 - 2013 |
| Millonarios                       | Colombia | 2014 - 2017 |
| Independiente Medellín            | Colombia | 2017 - 2018 |
| Club Guaraní                      | Paraguay | 2019        |

## Estadísticas
- La Nación (Paraguay)[5] )

| Club                              | Temporada           | Liga  | Liga  | Copa Nacional | Copa Nacional | Copa Internacional | Copa Internacional | Total | Total | Prom. · |
| Club                              | Temporada           | Part. | Goles | Part.         | Goles         | Part.              | Goles              | Part. | Goles | Prom. · |
| --------------------------------- | ------------------- | ----- | ----- | ------------- | ------------- | ------------------ | ------------------ | ----- | ----- | ------- |
| Millonarios · Colombia            | 2014                | 6     | 1     | 0             | 0             | 0                  | 0                  | 6     | 1     | 0,16    |
| Millonarios · Colombia            | 2015                | 22    | 2     | 3             | 0             | -                  | -                  | 25    | 2     | 0,08    |
| Millonarios · Colombia            | 2016                | 10    | 0     | 2             | 0             | -                  | -                  | 12    | 0     | 0,00    |
| Millonarios · Colombia            | 2017                | 0     | 0     | 0             | 0             | 0                  | 0                  | 0     | 0     | 0,00    |
| Millonarios · Colombia            | Total               | 38    | 3     | 5             | 0             | 0                  | 0                  | 43    | 3     | 0,09    |
| Independiente Medellín · Colombia | 2017                | 0     | 0     | -             | -             | -                  | -                  | 0     | 0     | 0,00    |
| Independiente Medellín · Colombia | 2018                | 1     | 0     | -             | -             | -                  | -                  | 1     | 0     | 0,00    |
| Independiente Medellín · Colombia | Total               | 1     | 0     | 0             | 0             | 0                  | 0                  | 1     | 0     | 0,0     |
| Guaraní Paraguay                  | 2019                | 1     | 0     | -             | -             | -                  | -                  | 1     | 0     | 0,00    |
| Guaraní Paraguay                  | Total               | 1     | 0     | 0             | 0             | 0                  | 0                  | 1     | 0     | 0,0     |
| Total en su carrera               | Total en su carrera | 39    | 3     | 5             | 0             | 0                  | 0                  | 44    | 3     | 0,09    |